# Биссоне
Биссоне (итал. Bissone) — коммуна округа Лугано кантона Тичино в Швейцарии, расположенная на берегу озера Лугано.
Вся деревня Биссоне входит в Список объектов швейцарского наследия, а её приходская церковь Сан-Карпофоро включена в Список объектов швейцарского культурного наследия национального и регионального значения.

## География

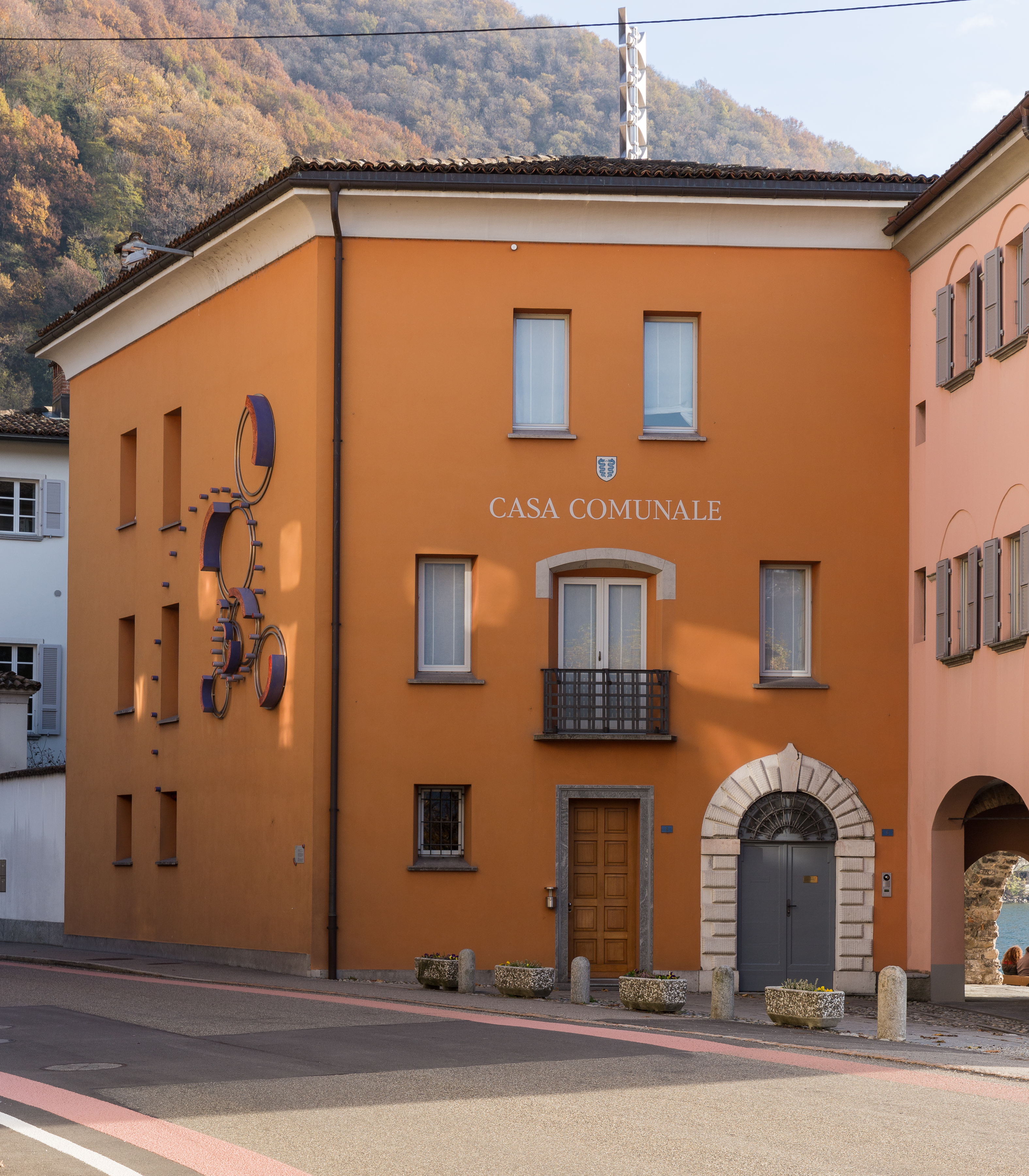
Муниципалитет Биссоне.

Община Биссоне расположена в округе Лугано на восточном конце дамбы Мелиде, на берегу озера Лугано, на юге Швейцарии.
По состоянию на 1997 год площадь общины Биссоне составляла 1,82 квадратных километра. 12,1% этой территории использовалось в сельскохозяйственных целях, а её 81,3% составляли леса.

## История
Биссоне впервые упоминается в 735, и затем снова в 854 году, как Blixuni. На немецком языке оно было известно как Byssen, но это название больше не используется.
В VIII веке здесь располагался ломбардский гарнизон, поддерживавший крепости Кампионе-д’Италия, Ароньо и Брузино-Арсицио. Начиная с IX века монастырь Святого Амвросия в Милане владел землями в Биссоне. Приходская церковь святого Карпофоро стала частично независимой в 1474 году от приходской церкви в Рива-Сан-Витале. Она стала полностью независимой в 1622 году, но сохранила связь с монастырём Чель д’Оро в Павии. Ораторий святого Рокко был построен около 1630 года.
В Средние века на месте нынешнего дома Тенкалла располагался замок, впервые упоминающийся в 1054 году. На склоне горы, окружённом крепостными стенами, находились въездные ворота в селение. Биссоне было центром сопротивления гибеллинов во время противостояния между Миланом и Комо в 1118—1127 годах. После французского вторжения в 1798 году и развала старого Швейцарского союза Биссоне стало оплотом сторонников Цизальпинской республики. Однако 3 марта 1798 года оно было взято про-швейцарскими силами из Лугано.
Биссоне было родиной архитектора Франческо Борромини и домом для многочисленных династий строителей и архитекторов, таких как семьи Мадерно, Гаджини, Тенкалла и Гаровальо. Местная экономика всегда опиралась прежде всего на рыболовство и торговлю рыбой. При старом Швейцарском союзе Биссоне, Моркоте и Мелиде обладали монополией на продажу рыбы в Лугано. Ещё одним источником дохода было обслуживание паромов через озеро. В течение XIV—XVII веков для местных купцов в Биссоне было построено множество больших домов с впечатляющими аркадами. Позже эмиграция вместе с виноделием, выращиванием оливок и конопли стала основным источником дохода коммуны. Со строительством дамбы Мелиде с дорогой (открытой в 1847 году) и железной дорогой (появилась в 1874 году) Биссоне потеряло свои традиционные источники доходов от торговли. Шоссе было построено в 1966 году, отделившее старую деревню от новых жилых районов. С 1950 года в структуре экономики преобладает сектор услуг. Биссоне является частью туристического региона на озере Лугано.